# The Voice of Holland
Pour les articles homonymes, voir The Voice.
The Voice of Holland est un télé-crochet néerlandais créé en 2010 par John de Mol (fondateur d'Endemol), et diffusé sur la chaîne RTL 4 aux Pays-Bas.
La première saison, présentée par Martijn Krabbé et Wendy van Dijk (présentent aussi l'édition néerlandaise de X Factor), a débuté le 17 septembre 2010 et s'est achevée le 21 janvier 2011 après 18 semaines de compétition.
Sharon Doorson a notamment été connue du grand public dans la saison 2.

## Participants

### Coaches
| Coachs              | Saisons                        | Saisons                        | Saisons                        | Saisons                        | Saisons                        | Saisons                        | Saisons                        | Saisons                        | Saisons                        | Saisons                        | Saisons                        |                                |
| Coachs              | 1                              | 2                              | 3                              | 4                              | 5                              | 6                              | 7                              | 8                              | 9                              | 10                             | 11                             |                                |
| ------------------- | ------------------------------ | ------------------------------ | ------------------------------ | ------------------------------ | ------------------------------ | ------------------------------ | ------------------------------ | ------------------------------ | ------------------------------ | ------------------------------ | ------------------------------ | ------------------------------ |
| Jeroen van der Boom | Participant à la/aux saison(s) |                                |                                |                                |                                |                                |                                |                                |                                |                                |                                |                                |
| Angela Groothuizen  | Participant à la/aux saison(s) | Participant à la/aux saison(s) |                                |                                |                                |                                |                                |                                |                                |                                |                                |                                |
| Nick & Simon        | Participant à la/aux saison(s) | Participant à la/aux saison(s) | Participant à la/aux saison(s) |                                |                                |                                |                                |                                |                                |                                |                                |                                |
| Roel van Velzen     | Participant à la/aux saison(s) | Participant à la/aux saison(s) | Participant à la/aux saison(s) |                                |                                |                                |                                |                                |                                |                                |                                |                                |
| Marco Borsato       |                                | Participant à la/aux saison(s) | Participant à la/aux saison(s) | Participant à la/aux saison(s) | Participant à la/aux saison(s) | Participant à la/aux saison(s) |                                |                                |                                |                                |                                |                                |
| Trijntje Oosterhuis |                                |                                | Participant à la/aux saison(s) | Participant à la/aux saison(s) | Participant à la/aux saison(s) |                                |                                |                                |                                |                                |                                |                                |
| Ilse DeLange        |                                |                                |                                | Participant à la/aux saison(s) | Participant à la/aux saison(s) |                                |                                |                                |                                |                                |                                |                                |
| Ali B               |                                |                                |                                | Participant à la/aux saison(s) | Participant à la/aux saison(s) | Participant à la/aux saison(s) | Participant à la/aux saison(s) | Participant à la/aux saison(s) | Participant à la/aux saison(s) | Participant à la/aux saison(s) | Participant à la/aux saison(s) |                                |
| Anouk               |                                |                                |                                |                                |                                | Participant à la/aux saison(s) |                                | Participant à la/aux saison(s) | Participant à la/aux saison(s) | Participant à la/aux saison(s) | Participant à la/aux saison(s) |                                |
| Sanne Hans          |                                |                                |                                |                                |                                | Participant à la/aux saison(s) | Participant à la/aux saison(s) | Participant à la/aux saison(s) |                                |                                |                                |                                |
| Waylon              |                                |                                |                                |                                |                                |                                | Participant à la/aux saison(s) | Participant à la/aux saison(s) | Participant à la/aux saison(s) | Participant à la/aux saison(s) | Participant à la/aux saison(s) |                                |
| Guus Meeuwis        |                                |                                |                                |                                |                                |                                | Participant à la/aux saison(s) |                                |                                |                                |                                |                                |
| Lil' Kleine         |                                |                                |                                |                                |                                |                                |                                |                                | Participant à la/aux saison(s) | Participant à la/aux saison(s) |                                |                                |
| Jan Smit            |                                |                                |                                |                                |                                |                                |                                |                                |                                |                                | Participant à la/aux saison(s) | Participant à la/aux saison(s) |

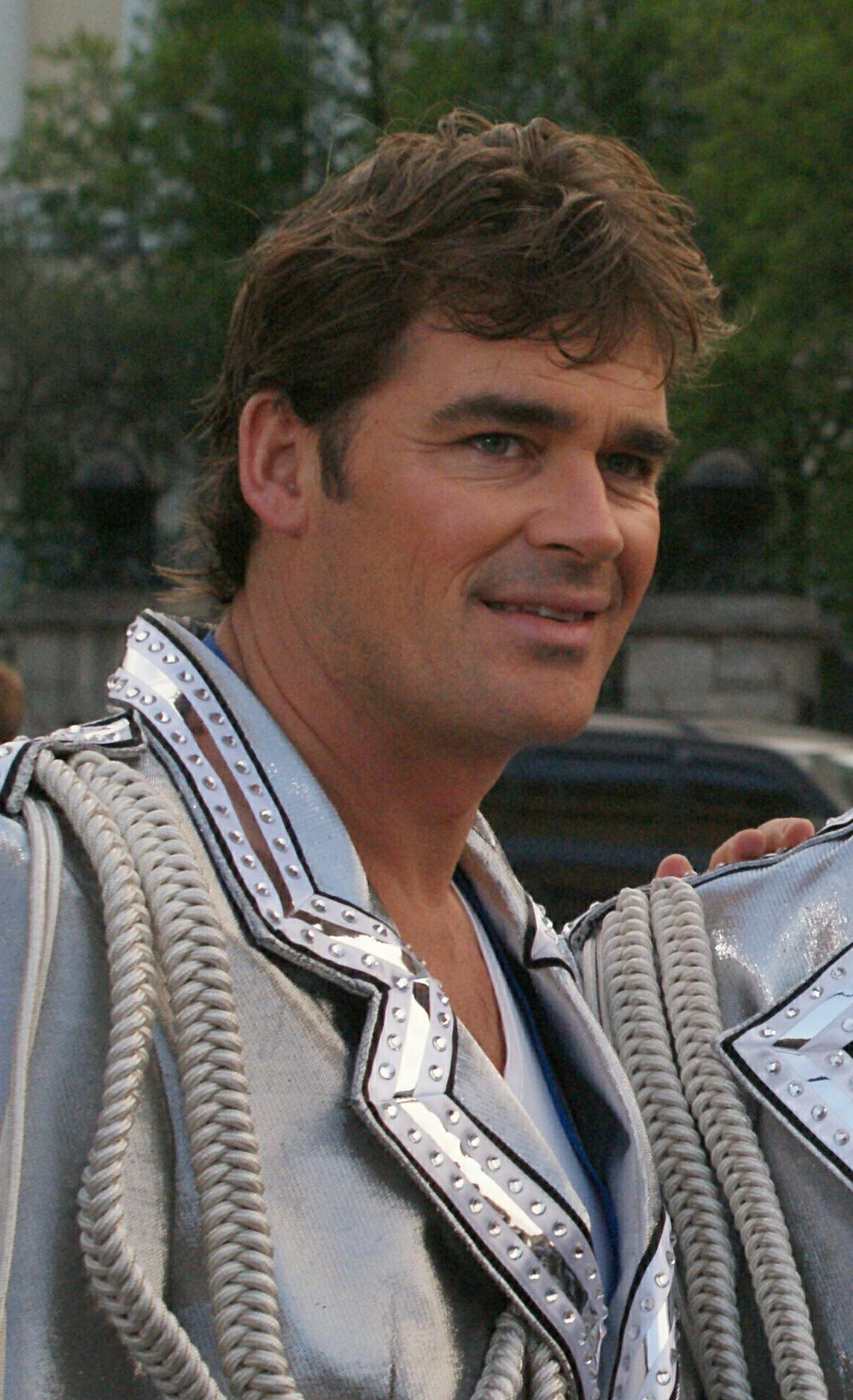
Angela Groothuizen
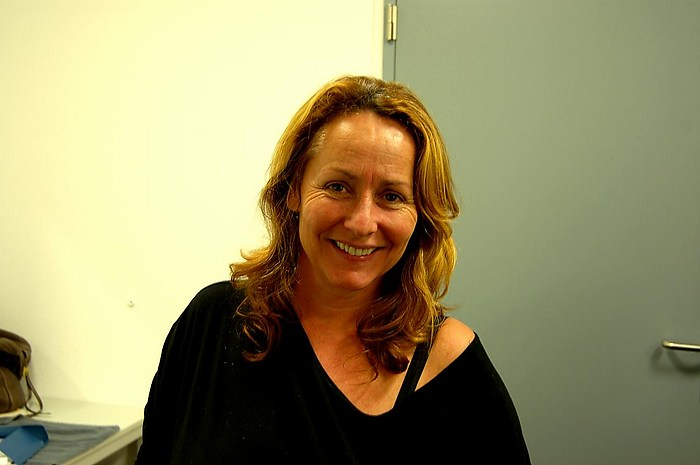
Piero Pelù
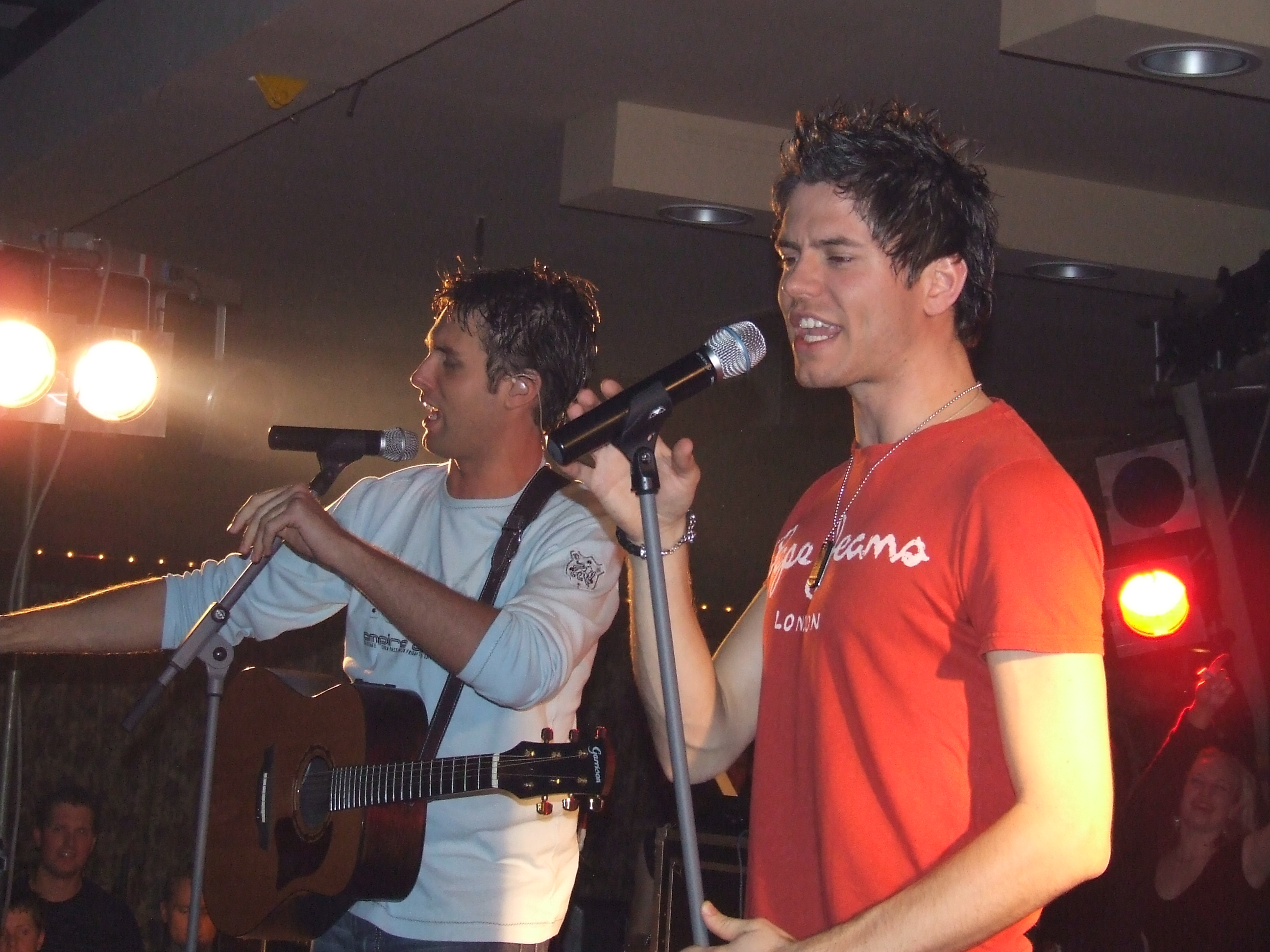
Nick & Simon
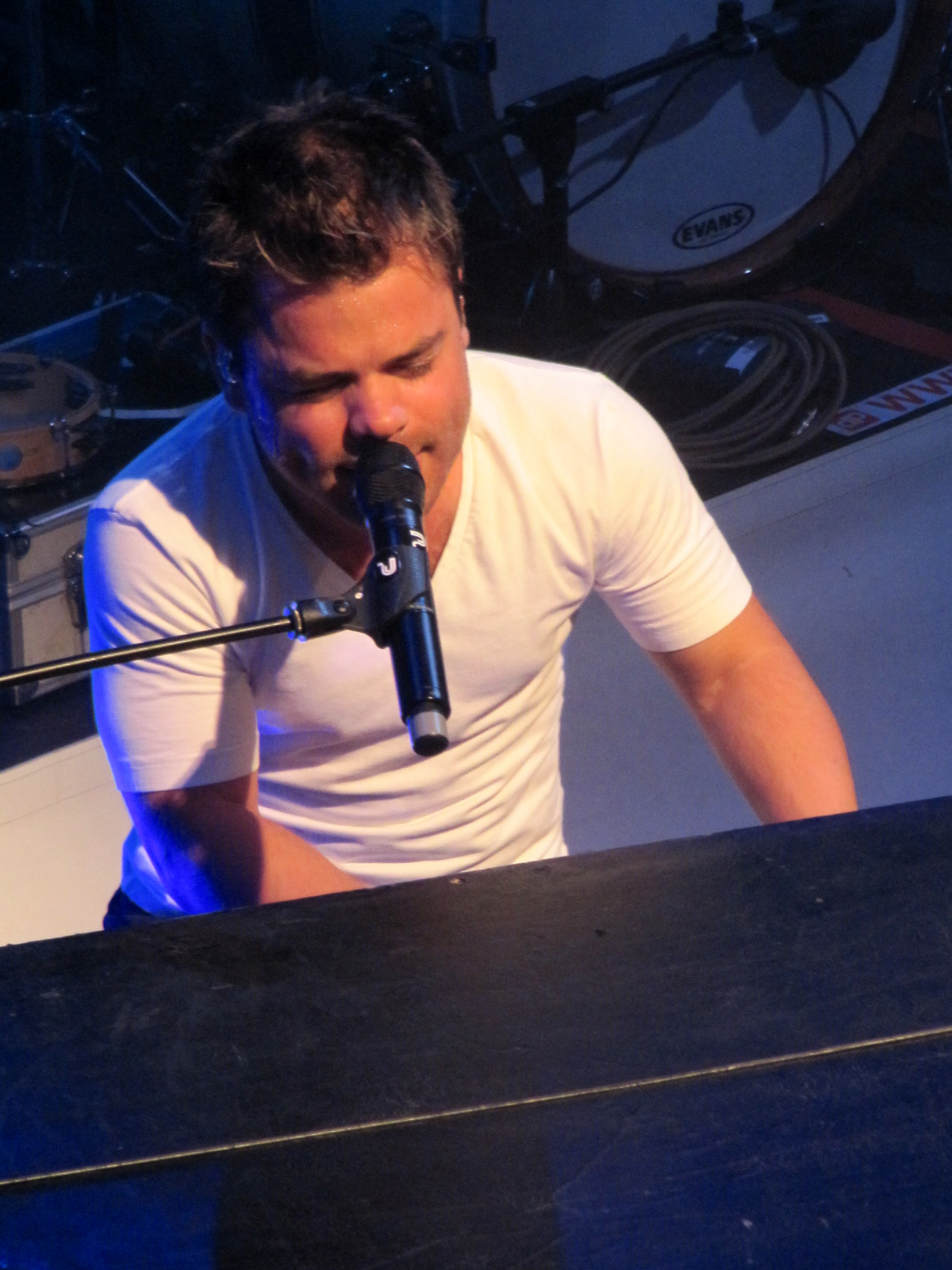
Roel van Velzen
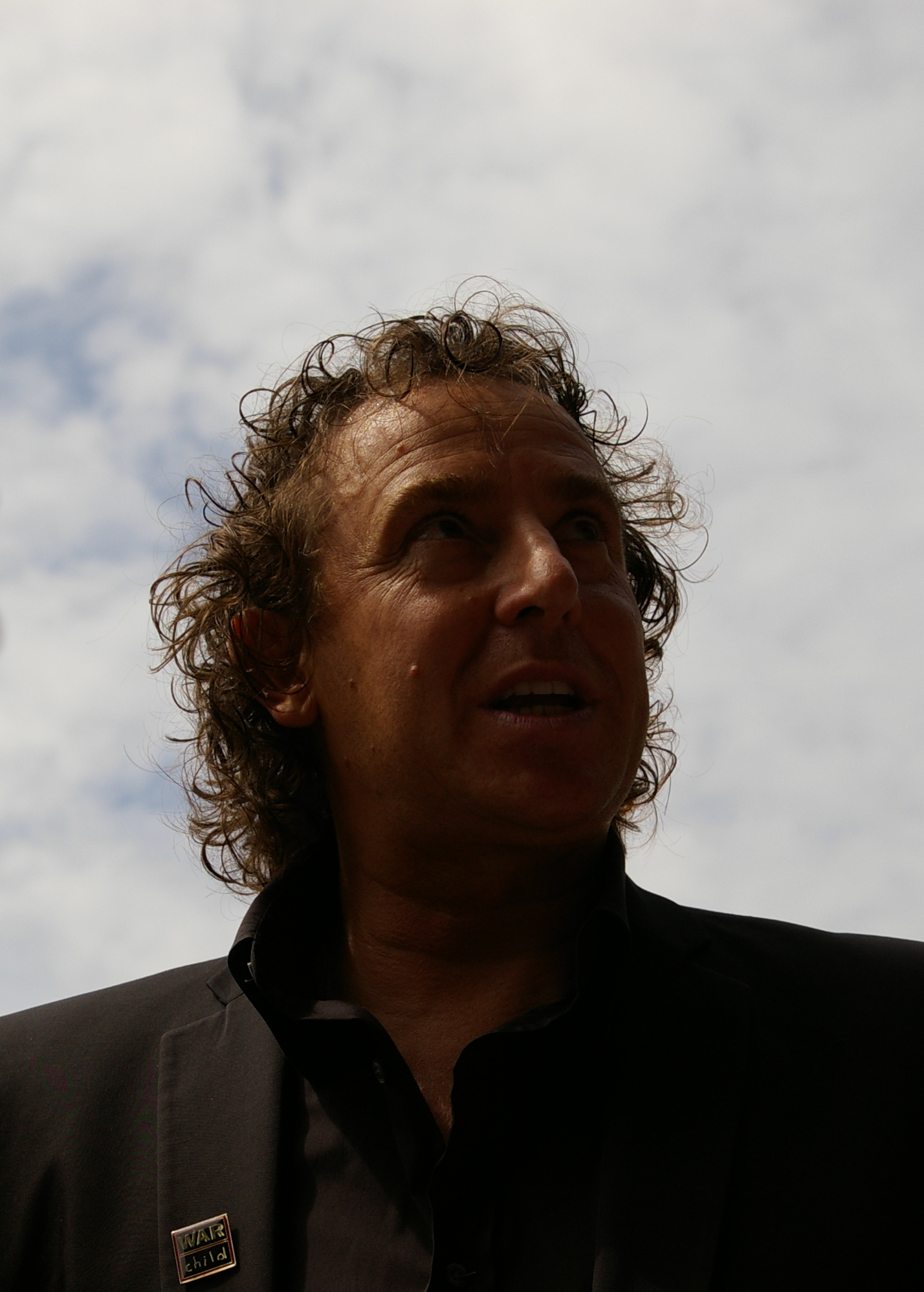
Marco Borsato
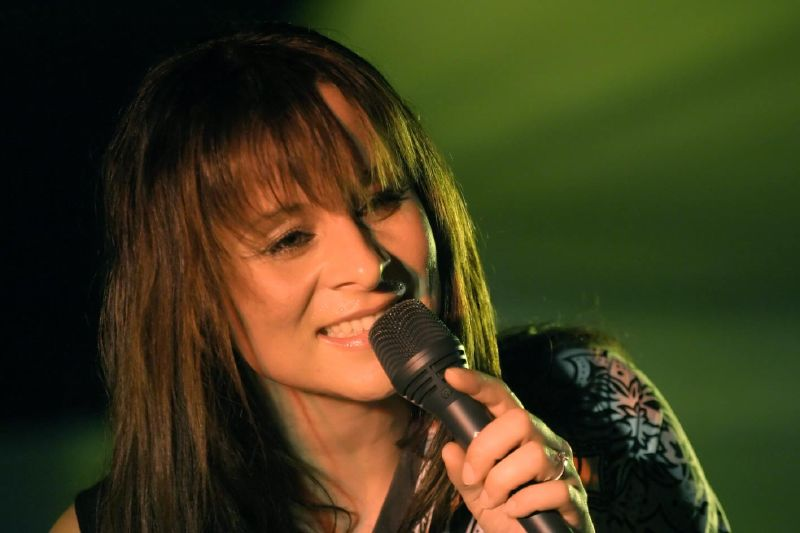
Trijntje Oosterhuis
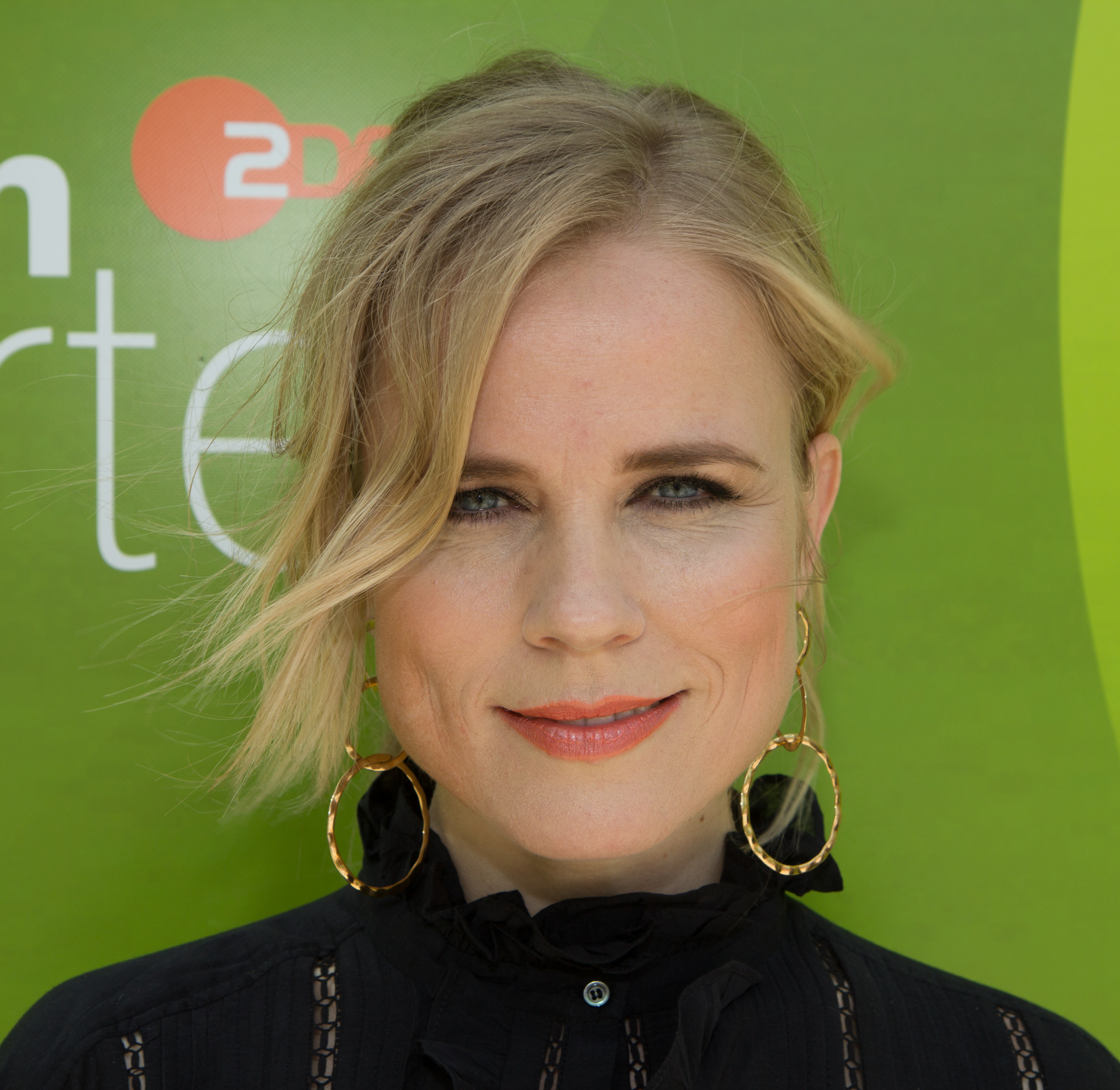
Ilse DeLange
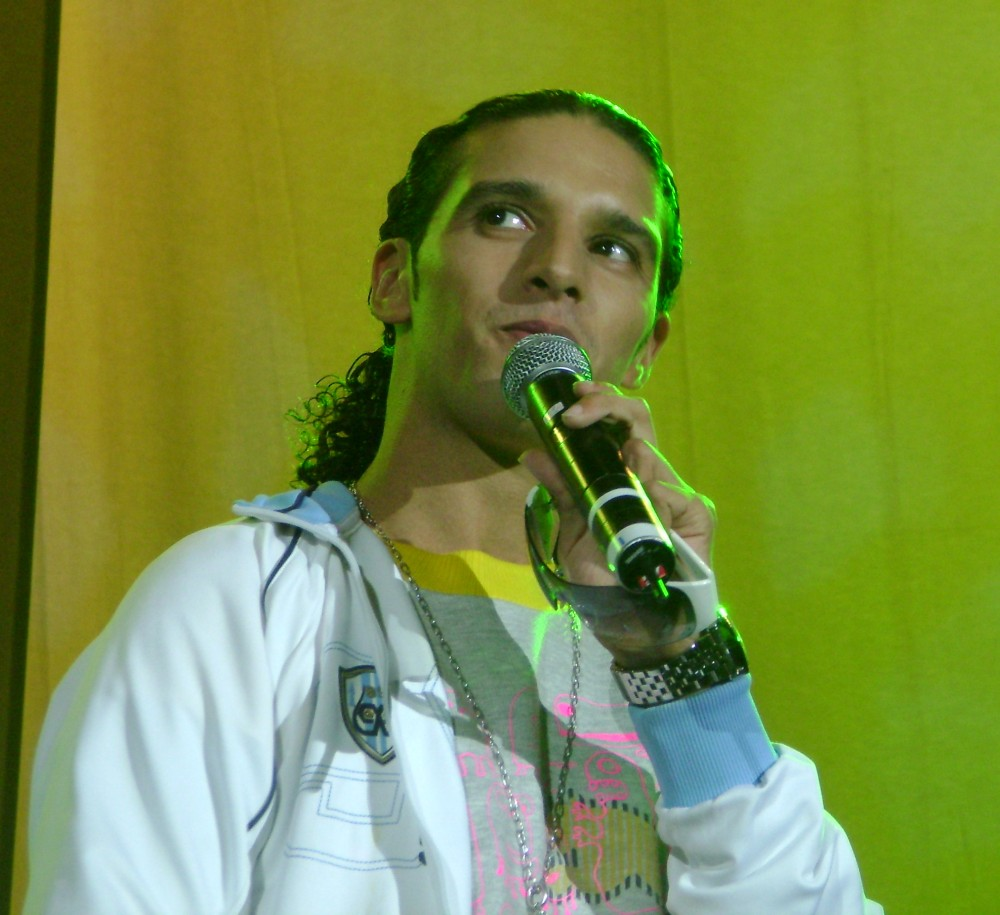
Ali B
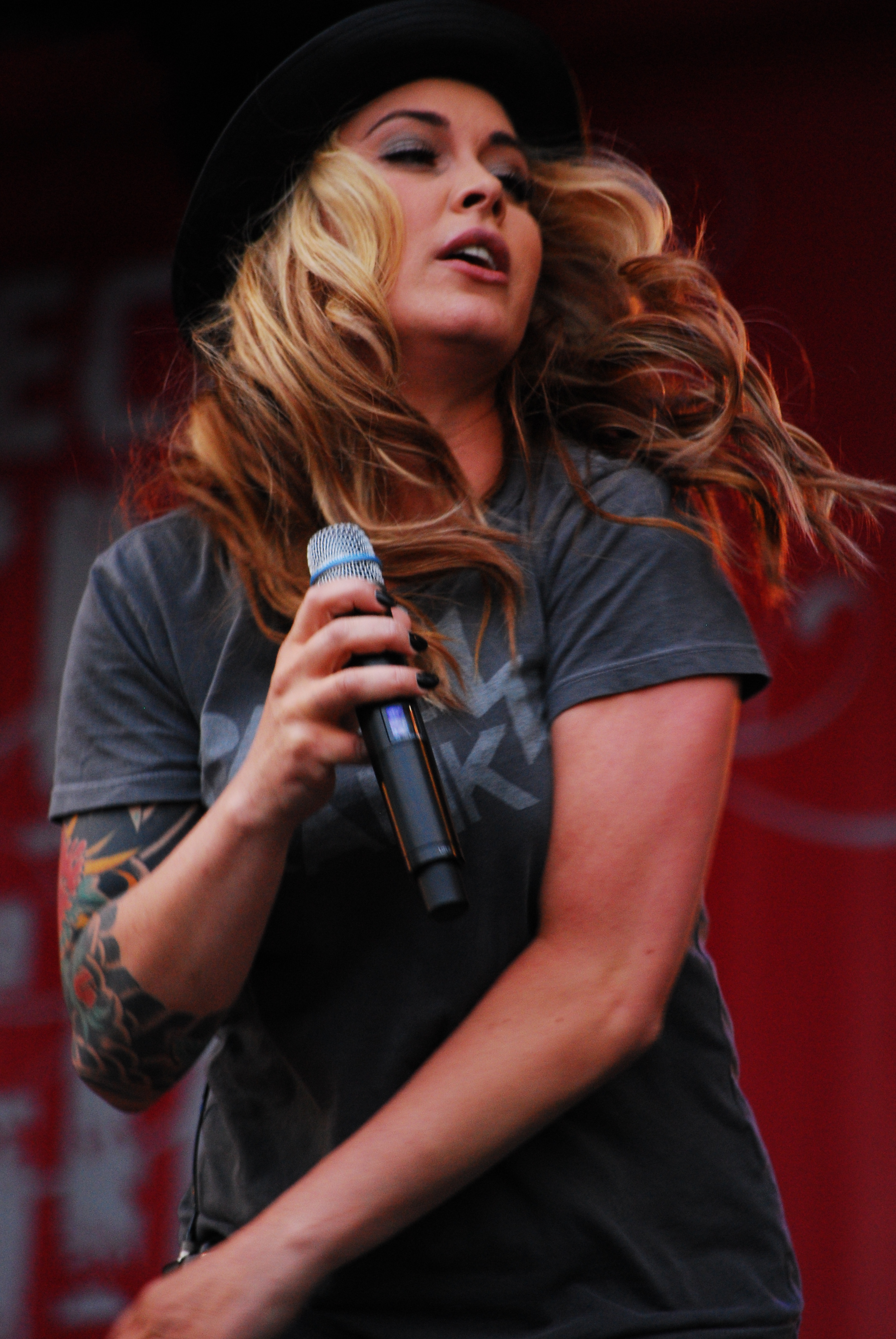
Anouk
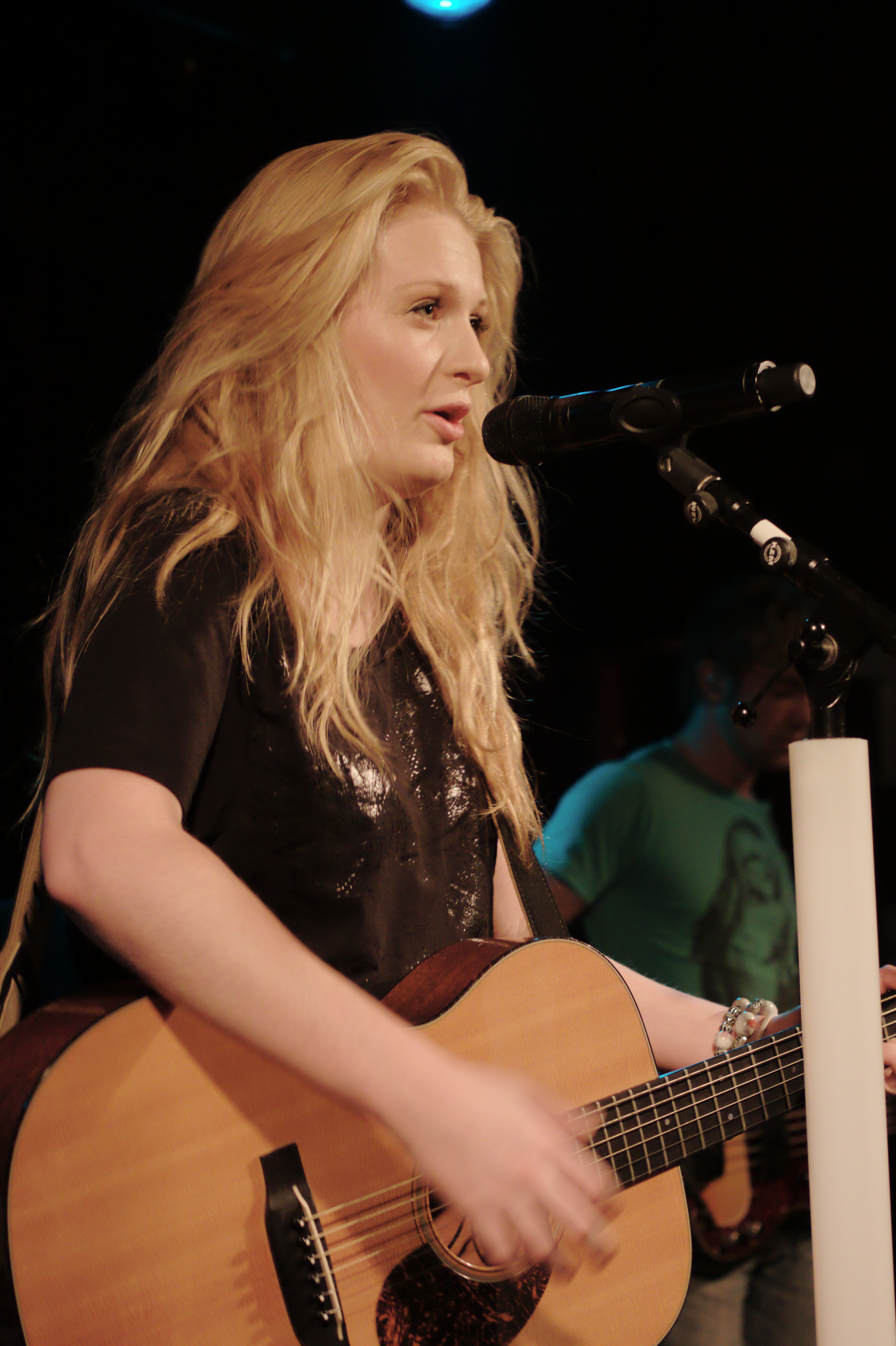
Sanne Hans
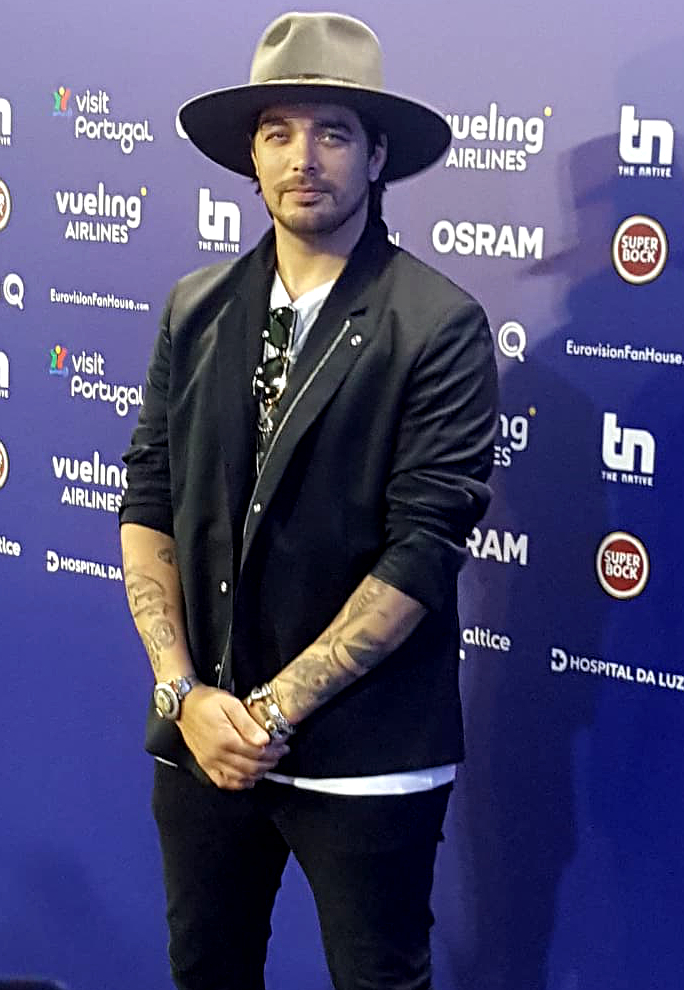
Waylon
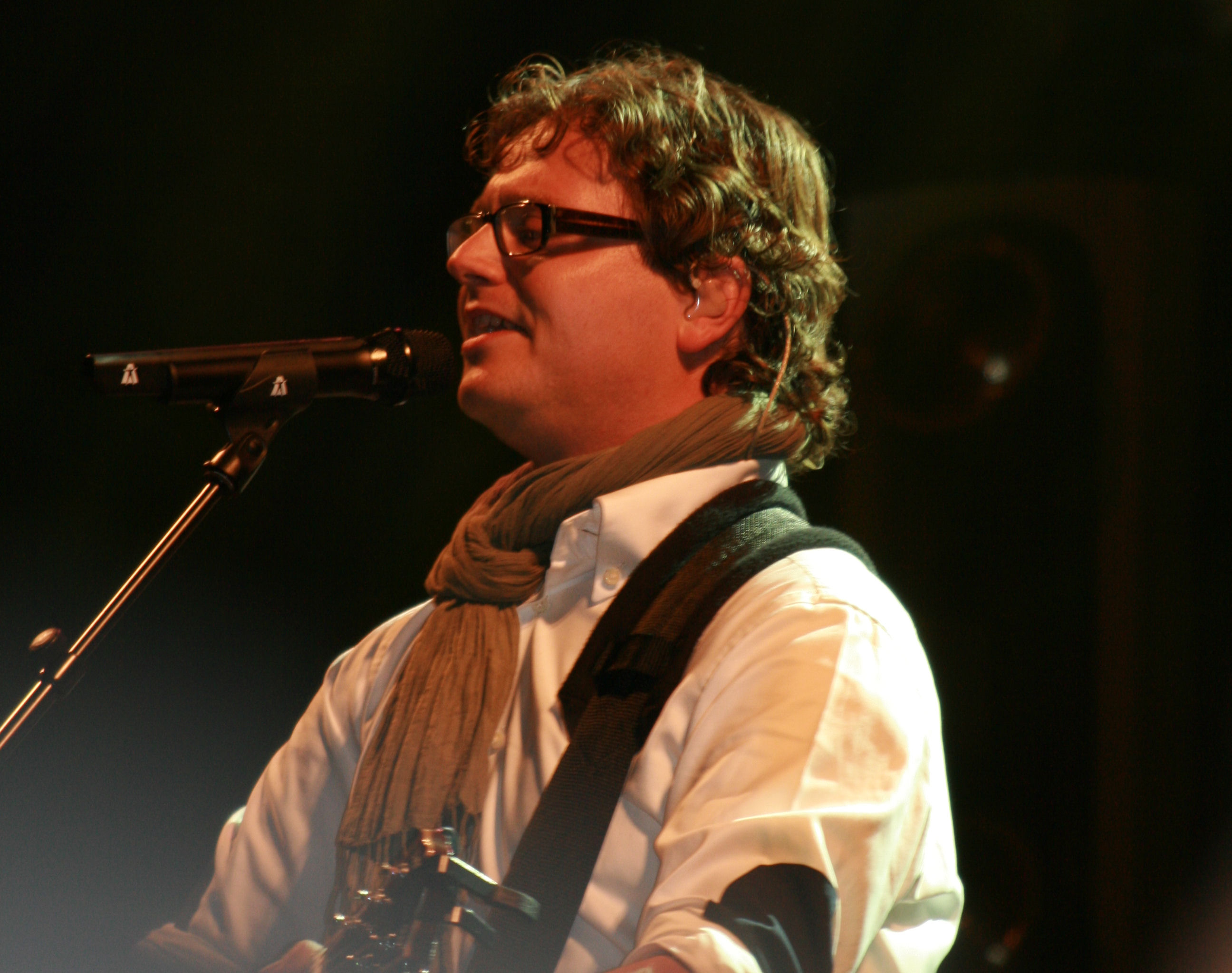
Guus Meeuwis
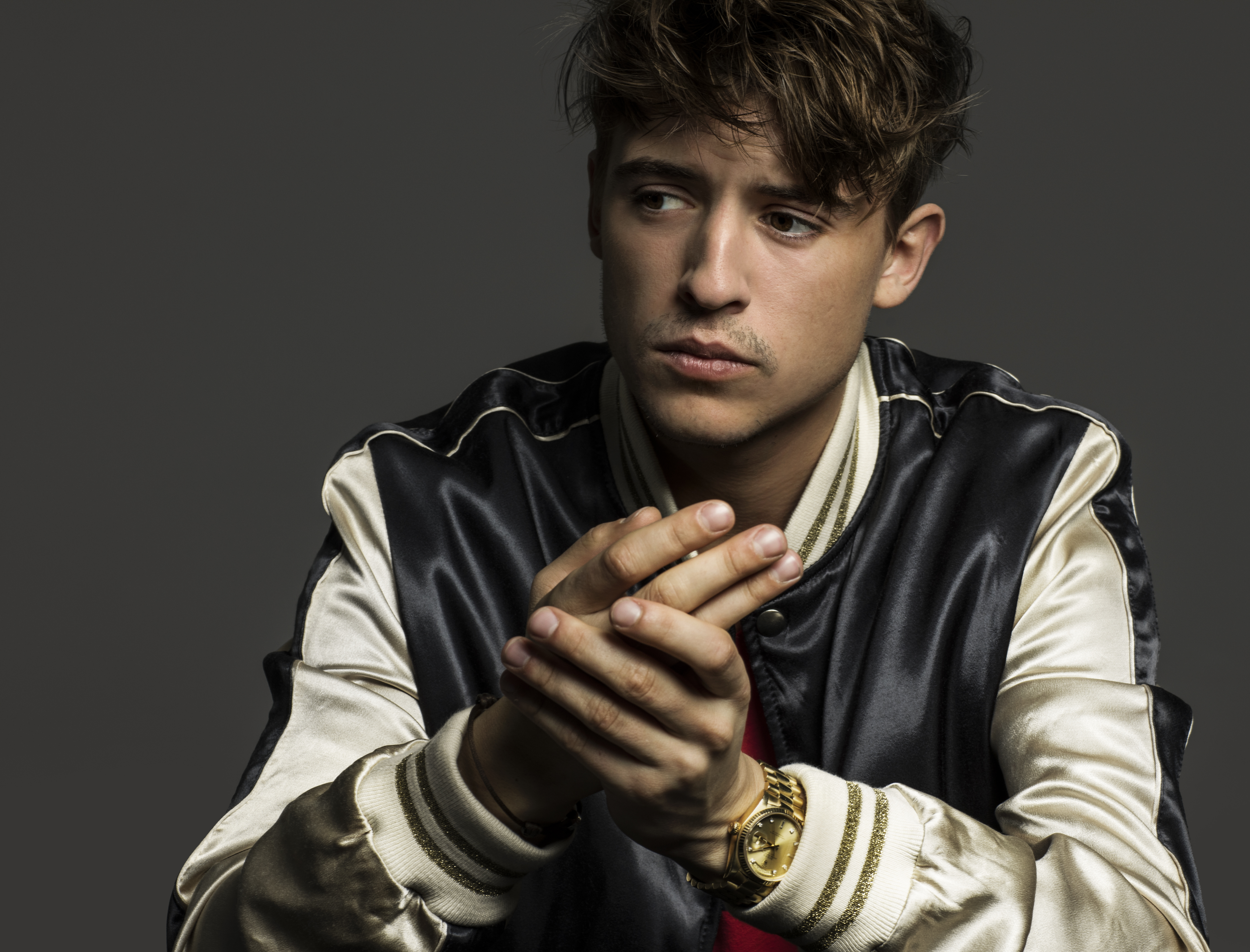
Lil' Kleine
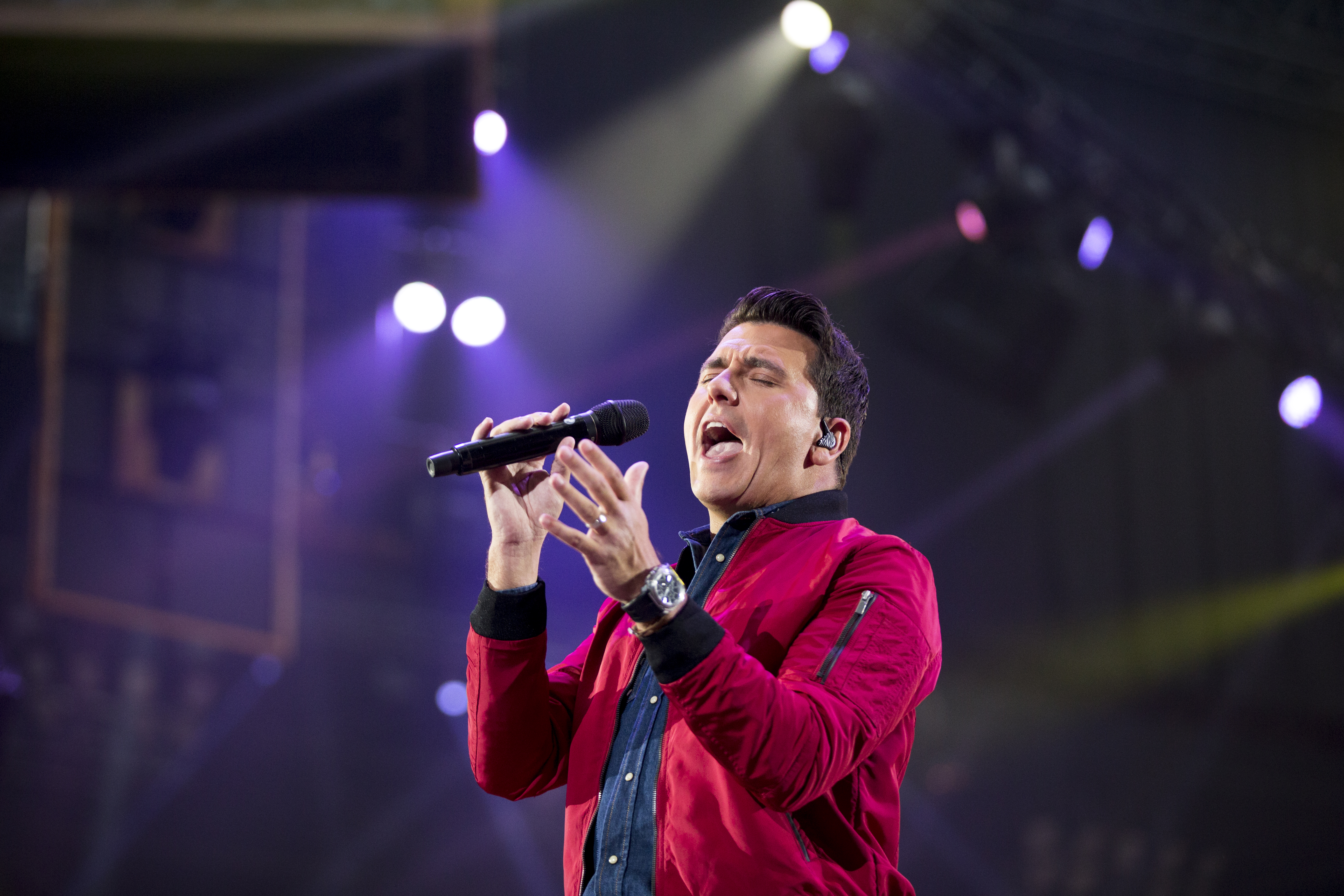
Jan Smit

### Résumé des saisons
| Saison | Première          | Finale           | Vainqueur                            | Deuxième                            | Troisième                         | Quatrième                           | Présentateurs  | Présentateurs          | Présentateurs          | Coachs              | Coachs              | Coachs       | Coachs          |
| Saison | Première          | Finale           | Vainqueur                            | Deuxième                            | Troisième                         | Quatrième                           | Principal      | Principal              | Coulisses              | Coachs              | Coachs              | Coachs       | Coachs          |
| ------ | ----------------- | ---------------- | ------------------------------------ | ----------------------------------- | --------------------------------- | ----------------------------------- | -------------- | ---------------------- | ---------------------- | ------------------- | ------------------- | ------------ | --------------- |
| 1      | 17 septembre 2010 | 21 janvier 2011  | Ben Saunders (Roel van Velzen)       | Pearl Jozefzoon (Nick & Simon)      | Kim de Boer (Angela Groothuizen)  | Leonie Meijer (Jeroen van der Boom) | Martijn Krabbé | Winston Gerschtanowitz | —                      | Jeroen van der Boom | Angela Groothuizen  | Nick & Simon | Roel van Velzen |
| 2      | 23 septembre 2011 | 20 janvier 2012  | Iris Kroes (Marco Borsato)           | Chris Hordijk (Nick & Simon)        | Erwin Nyhoff (Angela Groothuizen) | Paul Turner (Roel van Velzen)       | Martijn Krabbé | Wendy van Dijk         | Winston Gerschtanowitz | Marco Borsato       | Angela Groothuizen  | Nick & Simon | Roel van Velzen |
| 3      | 24 août 2012      | 14 décembre 2012 | Leona Philippo (Trijntje Oosterhuis) | Johannes Rypma (Nick & Simon)       | Floortje Smit (Roel van Velzen)   | Ivar Oosterloo (Marco Borsato)      | Martijn Krabbé | Wendy van Dijk         | Winston Gerschtanowitz | Marco Borsato       | Trijntje Oosterhuis | Nick & Simon | Roel van Velzen |
| 4      | 30 août 2013      | 20 décembre 2013 | Julia van der Toorn (Marco Borsato)  | Mitchell Brunings (Ilse DeLange)    | Gerrie Dantuma (Marco Borsato)    | Jill Helena (Ali B)                 | Martijn Krabbé | Wendy van Dijk         | Winston Gerschtanowitz | Marco Borsato       | Trijntje Oosterhuis | Ali B        | Ilse DeLange    |
| 5      | 29 août 2014      | 19 décembre 2014 | O'G3NE (Marco Borsato)               | Sjors van der Panne (Marco Borsato) | Guus Mulder (Ali B)               | Emmaly Brown (Trijntje Oosterhuis)  | Martijn Krabbé | Wendy van Dijk         | Jamai Loman            | Marco Borsato       | Trijntje Oosterhuis | Ali B        | Ilse DeLange    |
| 6      | 25 septembre 2015 | 29 janvier 2016  | Maan de Steenwinkel (Marco Borsato)  | Dave Vermeulen (Sanne Hans)         | Brace (Ali B)                     | Jennie Lena (Anouk Teeuwe)          | Martijn Krabbé | Wendy van Dijk         | Jamai Loman            | Marco Borsato       | Anouk Teeuwe        | Ali B        | Sanne Hans      |
| 7      | 21 octobre 2016   | 17 février 2017  | Pleun Bierbooms (Waylon)             | Isabel Provoost (Sanne Hans)        | Vinchenzo Tahapary (Ali B)        | Thijs Pot (Guus Meeuwis)            | Martijn Krabbé | Wendy van Dijk         | Jamai Loman            | Waylon              | Guus Meeuwis        | Ali B        | Sanne Hans      |
| 8      | 20 octobre 2017   | 16 février 2018  | Jim van der Zee (Anouk Teeuwe)       | Samantha Steenwijk (Sanne Hans)     | Nienke Wijnhoven (Anouk Teeuwe)   | Demi van Wijngaarden (Ali B)        | Martijn Krabbé | Wendy van Dijk         | Jamai Loman            | Waylon              | Anouk Teeuwe        | Ali B        | Sanne Hans      |
| 9      | 2 novembre 2018   | 22 février 2019  | Dennis Van Aarssen (Waylon)          | Navarone (Anouk Teeuwe)             | Patricia van Haastrecht (Waylon)  | Menno Aben (Ali B)                  | Martijn Krabbé | Wendy van Dijk         | Jamai Loman            | Waylon              | Anouk Teeuwe        | Ali B        | Lil' Kleine     |
| 10     | 2 novembre 2019   | 22 février 2020  | Sophia Kruithof (Anouk Teeuwe)       | Stef Classens (Waylon)              | Emma Boertien (Waylon)            | Daphne van Ditshuizen (Ali B)       | Martijn Krabbé | Chantal Janzen         | Geraldine Kemper       | Waylon              | Anouk Teeuwe        | Ali B        | Lil' Kleine     |
| 11     | 20 novembre 2020  | février 2021     |                                      |                                     |                                   |                                     | Martijn Krabbé | Chantal Janzen         | Geraldine Kemper       | Waylon              | Anouk Teeuwe        | Ali B        | Jan Smit        |

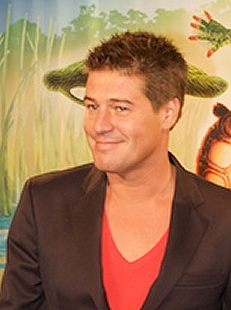
Martijn Krabbe (2010-)
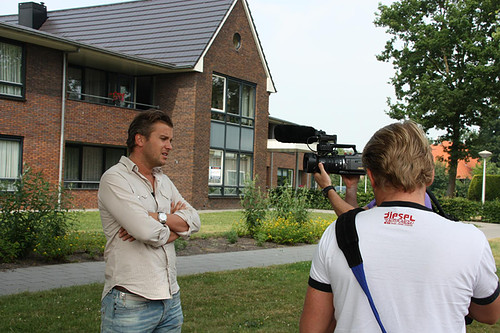
Winston Gerschtanowitz (2010-2013)
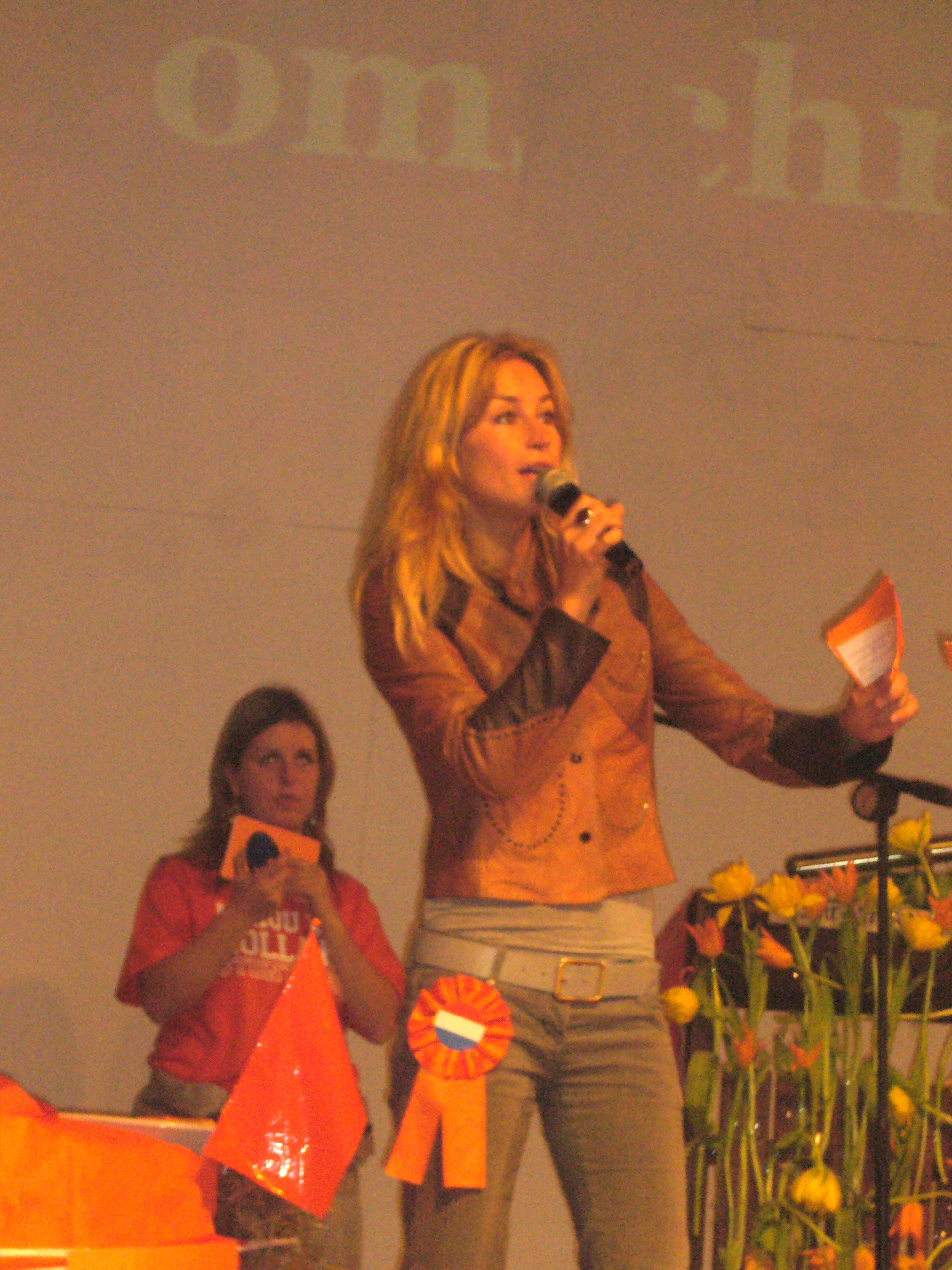
Wendy van Dijk (2011-2019)
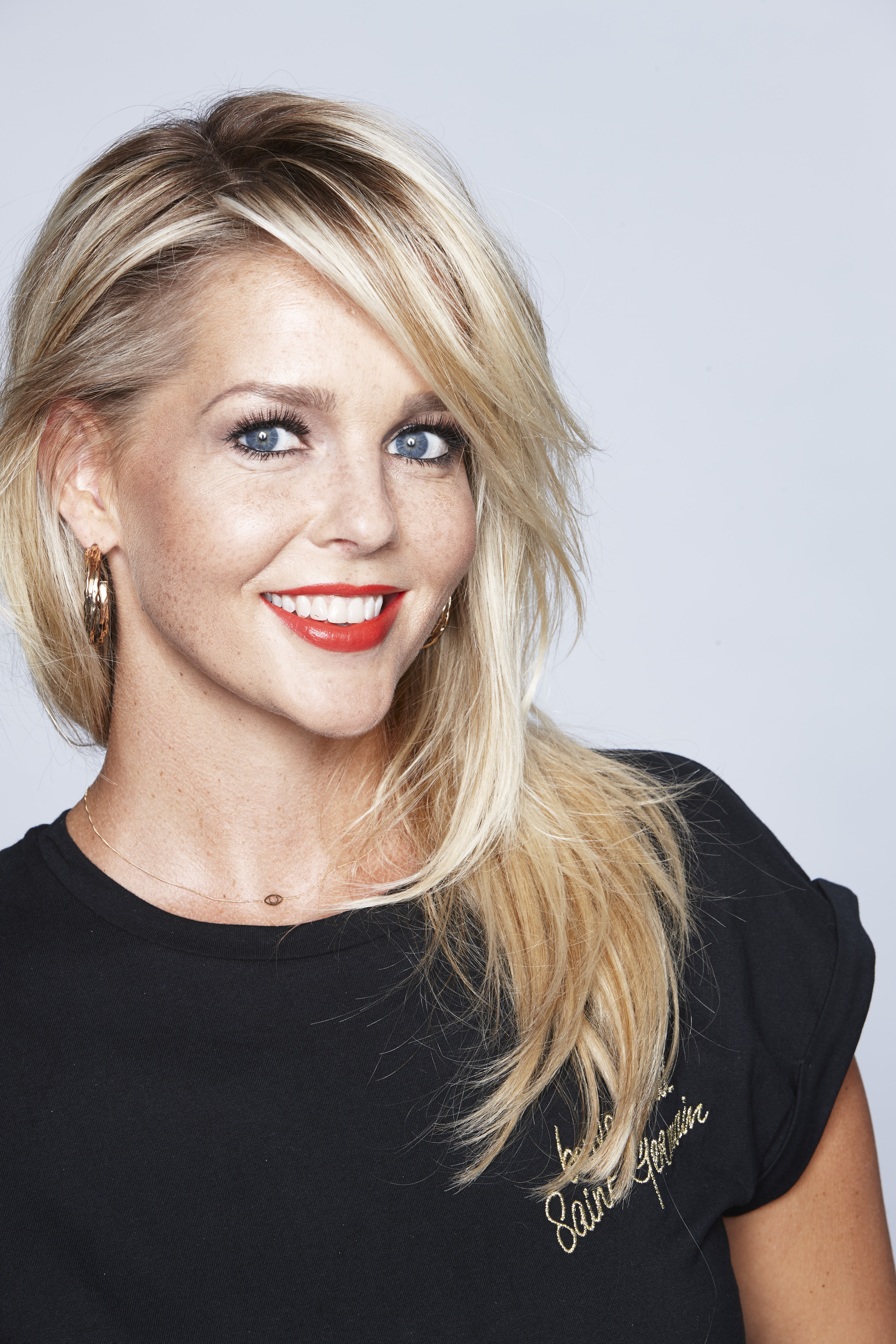
Chantal Janzen (2019-)
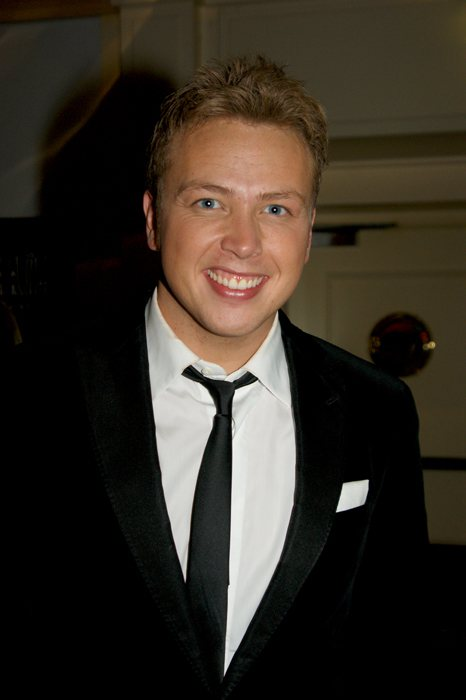
Jamai Loman (2014-2019)
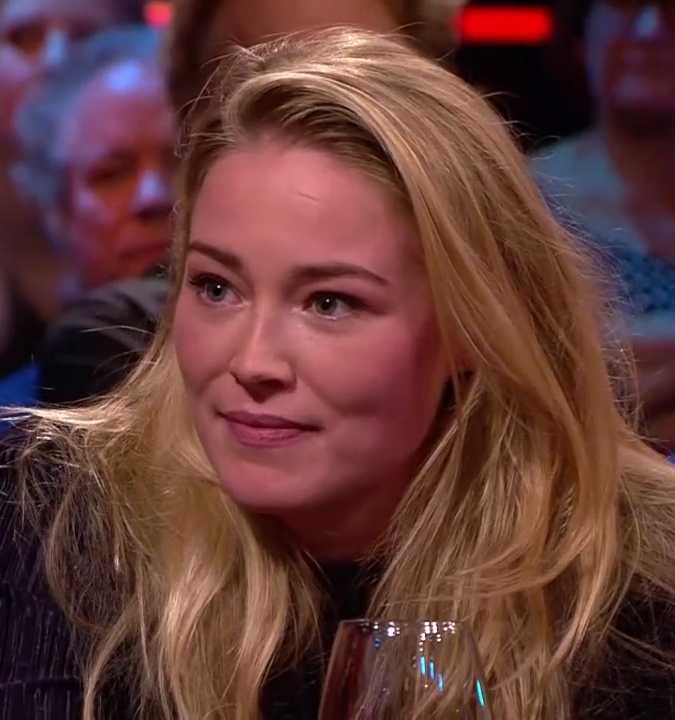
Geraldine Kemper (2019-)

## Équipes
(9 janvier 2021).
Les vainqueurs apparaissent en gras, les finalistes en italique
| Saison | Les coaches et leurs finalistes                                                                                              | Les coaches et leurs finalistes                                                                                           | Les coaches et leurs finalistes                                                                                             | Les coaches et leurs finalistes |
| 1      | Jeroen van der Boom | Angela Groothuizen | Nick & Simon | Roel van Velzen |
| ------ | --- | --- | --- | --- |
| 1      | Leonie Meijer Anne Hoogendoorn Meike van der Veer Raffaëla Paton Ray Klaassen Kevin Okkema                                   | Kim de Boer Shary-An Nivillac Bart van Overbeek Nyssina Swerissen Charlotte ten Brink Wiep Laurenssen                     | Pearl Jozefzoon Jennifer Ewbank Nigel Brown Johnny Rosenberg Shemsi Mushkolaj Davy & Joshua                                 | Ben Saunders Esther Nijhove Lenny Keylard Sarina Voorn Joan Franka Kiki Vermeulen                                                     |
| 2      | Marco Borsato | Angela Groothuizen | Nick & Simon | Roel van Velzen |
| 2      | Iris Kroes Sharon Doorson Bart Brandjes Marieke Dollekamp Nora Dalal Ivanildo Kembel                                         | Erwin Nyhoff Niels Geusebroek Laura Estévez Rodney Elzer Daniel van der Zee Gino Emnes                                    | Chris Hordijk Charly Luske Marloes van Ommen Danjil Tuhumena Emmanuel Anning Jomy Boky                                      | Paul Turner Wouter Vink Michelle Flemming Guy Barzily Sacha van Beek Christopher Max                                                  |
| 3      | Marco Borsato | Trijntje Oosterhuis | Nick & Simon | Roel van Velzen |
| 3      | Ivar Oosterloo Barbara Straathof Anja Dalhuisen Babette van Vugt Jared Hiwat Pomme van de Ven Niña van Dijk Omri Tindal      | Leona Philippo Sandra van Nieuwland Tessa Belinfante Laurrhie Brouns Velorisa Yorks Ron Link Patt Riley Denzel Dongen     | Johannes Rypma Maame Joses Salome Pieris Claudia de Graaf Mathijs Rumping Janine Heines Marx Margono Nicola Ebbink          | Floortje Smit Eyelar Mirzazadeh Marjet van den Brand Sam "The Hedge" Holden David Gonçalves Randy Soewarno Sifra Geessink Katty Heath |
| 4      | Trijntje Oosterhuis | Ali B | Ilse DeLange | Marco Borsato |
| 4      | Wudstik Shirma Rouse Nicole Bus Steffen Morrison Matt Heanes Sanne Klein Horsman Nikay Agterhuis Nikita Doornbosch           | Jill Helena Jennifer Lynn Vince Irie Collin de Vries Imelda Annika Boxhoorn Yuli Minguel Jarno Ibarra                     | Mitchell Brunings Cheyenne Toney Coosje Smid Bylear Sumter Darren van der Lek Lizzy Osservoort Gaby Boterkooper Roy de Valk | Julia van der Toorn Gerrie Dantuma Märel Bijveld Marvin Kneefel Fantine Tho Grant Scott Steven de Geus Sarah van der Meer             |
| 5      | Ilse DeLange | Ali B | Marco Borsato | Trijntje Oosterhuis |
| 5      | Duncan de Moor Megan Brands Sietske Oosterhuis Kelly Cossee Angela Vergouwen Frank van Oudhuizen Pip Alblas Kimberley Janice | Guus Mulder April & Dr. Rum Ferry de Ruiter Renee de Ruijter Gabriella Massa Ruben Tarmidi Martha Hertogs Vincent Vilouca | O'G3NE Sjors van der Panne MELL Rob de Nijs Graziëlla Hunsel Abigail Martina Bella Dynah Dettingmeijer                      | Emmaly Brown David Dam Romy Monteiro Dennis Kroon Pim Kouwenhoven Sherefa Yorks Eloy Smit Daisy van Lingen                            |
| 6      | Anouk Teeuwe | Ali B | Sanne Hans | Marco Borsato |
| 6      | Jennie Lena Neda Boin | Brace Ivar Vermeulen Gaia Aikman Natacha Carvalho                                                                         | Dave Vermeulen Ivan Peroti Daniël Kist                                                                                      | Maan de Steenwinkel Melissa Janssen Jared Grant                                                                                       |
| 7      | Waylon | Sanne Hans | Ali B | Guus Meeuwis |
| 7      | Pleun Bierbooms Yerry Rellum Romy Weevers                                                                                    | Isabel Provoost Kirsten Berkx Sheela                                                                                      | Vinchenzo Tahapary Dwight Dissels Roza Lozica                                                                               | Thijs Pot Leon Sherman Katell Chevalier                                                                                               |
| 8      | Waylon | Sanne Hans | Ali B | Anouk Teeuwe |
| 8      | Kimberly Maasdamme Neema Silayio Marchiano Markus                                                                            | Samantha Steenwijk Aïrto Edmundo David van Rooij                                                                          | Demi van Wijngaarden Tjindjara Metschendorp Ronald Klungel                                                                  | Jim van der Zee Nienke Wijnhoven Gideon Luciana                                                                                       |
| 9      | Lil' Kleine | Anouk Teeuwe | Ali B | Waylon |
| 9      | Quido van de Graaf Kimberly Fransens Talita Blijd                                                                            | Navarone Mikki van Wijk Irene Dings                                                                                       | Menno Aben Sarah-Jane Debrah Jade                                                                                           | Dennis Van Aarssen Patricia Van Haastrecht Bryan B                                                                                    |
| 10     | Lil' Kleine | Ali B | Anouk Teeuwe | Waylon |
| 10     | Danilo Kuiters Kes van den Broek April Darby                                                                                 | Daphne van Ditshuizen Ayoub Maach Fatima Zohra                                                                            | Sophia Kruithof Sanne Huisman C.J.                                                                                          | Emma Boertien Stef Classens Robin Buijs                                                                                               |

## Principe
Ce nouveau format, largement inspiré par The X Factor, Pop Idol ou encore Star Academy, bénéficie toutefois d'un principe de sélections totalement nouveau, et d'un déroulement des étapes bien différent.
Tout repose sur un principe d'auditions à l'aveugle, où le jury ne voit pas les candidats mais profite uniquement leurs voix…
Ensuite s'enchaînent coaching en équipes (les coachs étant les membres du jury), duels vocaux sur un ring, shows en direct et concerts à travers le pays.

## Le concept

### Auditions
The Voice Of Holland doit sa notoriété à son principe d'auditions totalement nouveau. En effet, comme dans The X Factor, il y a des candidats (seuls ou en groupe, jeunes ou plus âgés), une scène, un public, un jury de 4 personnalités… Mais ces auditions se déroulent "à l'aveugle".
Plutôt que d'être installés autour d'une table face à la scène, les membres du jury disposent chacun d'un curieux et imposant fauteuil, lequel est équipé de baffles latéraux, d'une enseigne lumineuse "I WANT YOU", ainsi que d'un pupitre muni d'un buzzer.
Particularité de ces fauteuils, ils tournent. Mais avant l'arrivée d'un candidat sur scène, ils sont en position "dos à la scène".
Ainsi, le jury ne voit pas ce qui se passe, mais a simplement le son.
Les candidats, auparavant présélectionnés dans tout le pays, se présentent un à un sur scène et chantent accompagnés d'un orchestre devant un public.
Les membres du jury doivent alors se concentrer sur la voix du candidat et imaginer ce que cette voix pourrait apporter, où pourrait-elle être amenée ?
Si l'un des membres du jury est conquis, alors il buzze. Son enseigne "I WANT YOU" (Je te veux) s'illumine, son fauteuil se retourne, et il découvre alors le profil du candidat et peut profiter pleinement de la performance.
Dès qu'un membre du jury buzze, cela signifie qu'il est intéressé par le candidat et souhaiterait travailler avec lui. En effet, dans The Voice Of Holland, les membres du jury deviennent coachs d'une équipe de candidats qu'ils tenteront d'emmener le plus loin possible dans l'aventure.
Si avant la fin de la prestation seul un membre du jury a buzzé, alors le candidat rejoint son équipe. Si plusieurs membres du jury ont buzzé, alors chacun doit "se vendre" et c'est le candidat qui décide du coach qu'il souhaite avoir pour la suite.
Si aucun n'a buzzé, alors le candidat repart comme il est venu…
À l'issue des auditions, chaque coach a donc sous sa responsabilité une petite équipe d'une quinzaine de candidats.

### Battles
En "privé", chaque coach forme des duos ou trios de candidats au sein même de son équipe. Il attribue ensuite une chanson à chaque duo/trio.
Ces chansons sont préparées par les candidats durant la semaine, avec l'aide des coachs.
C'est devant le jury réuni et un public de plusieurs centaines de personnes qu'elles seront présentées.
En effet, dans une grande halle ont été installés des gradins et un ring de boxe central. Les duos/trios se présentent à tour de rôle sur le ring pour partager un "duel vocal", accompagnés d'un orchestre.
Les trois membres du jury donnent leur avis sur la prestation et le quatrième, coach des candidats ayant interprété, désigne le vainqueur du duel. Il est aidé dans ses choix par la "dream-team", une équipe de professionnels entraînant aussi les candidats.
Une fois tous les duels présentés, chaque coach doit nommer, parmi les candidats qu'il a désigné vainqueur dans son équipe, les deux moins performants. Ceux-ci doivent alors rechanter individuellement la chanson de leur audition.
Le coach élimine alors celui qui l'a le moins convaincu.
24 candidats sont ainsi retenus pour les shows en direct (6 dans chaque catégorie).

### Les six premiers primes
Lors des six premiers primes en direct, seules deux équipes se produisent chaque semaine, à tour de rôle (1er prime : équipes A et B / 2e prime : équipes C et D / 3e prime : équipes A et B...etc). Ainsi, le public retrouve les mêmes candidats une semaine sur deux.
Les candidats s'enchaînent un à un sur le plateau afin d'interpréter devant le jury, le public et les téléspectateurs, un titre préparé durant la semaine avec leur coach. Ils sont accompagnés d'un orchestre et des danseurs/danseuses évoluent parfois autour. À l'issue de chaque prestation, les membres du jury donnent leur avis, tandis que le public peut voter tout au long de la soirée pour son candidat préféré. Chaque prime est rythmé par des chansons de groupe avec les coachs, ou des duos/trios/quatuors avec des artistes invités.
À la fin de la soirée, le candidat ayant obtenu le plus de votes de la part des téléspectateurs dans chacune des deux équipes poursuit l'aventure. Parmi ceux restants, les deux coachs doivent désigner les deux moins performants dans leur équipe respective. Ceux-ci doivent alors chanter une chanson de rattrapage, à l'issue de laquelle chaque coach élimine l'un de ses deux "poulains".
Ainsi, deux candidats sont éliminés chaque semaine lors des six premiers primes.

### Les concerts
The Voice Of Holland a fait une pause dans sa diffusion pendant les fêtes de noël. Les 12 candidats encore en compétition ont donc réalisé une tournée de concerts dans les Pays-Bas, dont 4 à guichets fermés au célèbre Heineken Music Hall d'Amsterdam.
Une manière de populariser l'émission rencontrant déjà un énorme succès, et de familiariser les candidats à la scène.

### Les 3 derniers primes
Lors des trois derniers primes en direct de The Voice Of Holland, les 4 catégories sont réunies. La finale voit s'affronter les 4 derniers candidats, soutenus par leurs 4 coachs.

## Saison 1 (2010-2011)

### Équipes
| Équipe (coach)      | Candidats       | Candidats           | Candidats         | Candidats          | Candidats         | Candidats        |
| ------------------- | --------------- | ------------------- | ----------------- | ------------------ | ----------------- | ---------------- |
| Angela Groothuizen  | Wiep Laurenssen | Charlotte ten Brink | Nyssina Swerissen | Bart van Overbeek  | Shary-An Nevillac | Kim de Boer      |
| Jeroen van der Boom | Kevin Okkema    | Ray Klaassen        | Raffaëla Paton    | Meike van der Veer | Anne Hoogendoorn  | Leonie Meijer    |
| Nick & Simon        | Davy & Joshua   | Shemsi Mushkolaj    | Johnny Rosenberg  | Nigel Brown        | Jennifer Ewbank   | Pearl Jozefszoon |
| VanVelzen           | Kiki Vermeulen  | Sarina Voorn        | Joan Franka       | Lenny Keylard      | Eshter Nijhove    | Ben Saunders     |

Légende :
Fond vert = Vainqueur.
Fond rosé = Éliminé(e).

### Audimat
| Épisode                   | Date              | Audience  | Rang |
| ------------------------- | ----------------- | --------- | ---- |
| Auditions 1               | 17 septembre 2010 | 1.671.000 | 1er  |
| Auditions 2               | 24 septembre 2010 | 2.295.000 | 1er  |
| Auditions 3               | 1er octobre 2010  | 2.701.000 | 1er  |
| Auditions 4               | 8 octobre 2010    | 2.724.000 | 1er  |
| Auditions 5               | 15 octobre 2010   | 3.010.000 | 1er  |
| Real Life 1               | 20 octobre 2010   | 1.040.000 | 11e  |
| Battles 1                 | 22 octobre 2010   | 2.735.000 | 1er  |
| Real Life 2               | 27 octobre 2010   | 935.000   | 17e  |
| Battles 2                 | 29 octobre 2010   | 2.922.000 | 1er  |
| Real Life 3               | 3 novembre 2010   | 656.000   | 23e  |
| Battles 3                 | 5 novembre 2010   | 2.904.000 | 1er  |
| Battles - rattrappage     | 5 novembre 2010   | 2.650.000 | 2e   |
| Real Life 4               | 10 novembre 2010  | 826.000   | 14e  |
| Show 1                    | 12 novembre 2010  | 2.959.000 | 1er  |
| Show 1 - résultats        | 12 novembre 2010  | 1.893.000 | 3e   |
| Real Life 5               | 17 novembre 2010  | 675.000   | 20e  |
| Show 2                    | 19 novembre 2010  | 2.699.000 | 1er  |
| Show 2 - résultats        | 19 novembre 2010  | 1.725.000 | 4e   |
| Real Life 6               | 24 novembre 2010  | 762.000   | 19e  |
| Show 3                    | 26 novembre 2010  | 2.616.000 | 1er  |
| Show 3 - résultats        | 26 november 2010  | 2.066.000 | 2e   |
| Real Life 7               | 1er décembre 2010 | 852.000   | 15e  |
| Show 4                    | 3 décembre 2010   | 2.823.000 | 1er  |
| Show 4 - résultats        | 3 décembre 2010   | 1.940.000 | 4e   |
| Real Life 8               | 8 décembre 2010   | 792.000   | 21e  |
| Show 5                    | 10 décembre 2010  | 2.602.000 | 1er  |
| Show 5 - résultats        | 10 décembre 2010  | 2.063.000 | 2e   |
| Show 6                    | 17 décembre 2010  | 2.644.000 | 1er  |
| Show 6 - résultats        | 17 december 2010  | 2.022.000 | 4e   |
| Real Life 9               | 15 décembre 2010  | 485.000   | -    |
| Real Life 10              | 22 décembre 2010  | 459.000   | -    |
| Real Life 11              | 29 décembre 2010  | 454.000   | -    |
| Real Life 12              | 5 janvier 2011    | 850.000   | 16e  |
| 1/4 de finale             | 7 janvier 2011    | 2.732.000 | 1er  |
| 1/4 de finale - résultats | 7 janvier 2011    | 1.979.000 | 5e   |
| Real Life 13              | 12 janvier 2011   | 747.000   | 18e  |
| 1/2 finale                | 14 janvier 2011   | 2.839.000 | 1er  |
| 1/2 finale - résultats    | 14 janvier 2011   | 2.587.000 | 2e   |
| Real Life 14              | 19 janvier 2011   | 801.000   | 15e  |
| Finale                    | 21 janvier 2011   | 3.818.000 | 1er  |
| Finale - résultats        | 21 janvier 2011   | 3.300.000 | 2e   |
| Real Life 15              | 23 janvier 2011   | 584.000   | -    |

Légende :
Fond vert = Meilleure audience en prime-time.
Fond rosé = Moins bonne audience en prime-time.

## Un format vite exporté

Logo de l'édition américaine, qui débutera au printemps 2011 sur NBC.

The Voice Of Holland, véritable succès de RTL4, a su tirer parti de son concept et son déroulement novateurs. Dépassant en termes d'audience, ses homologues Idols et même X Factor, The Voice Of Holland est le nouveau télé-crochet que les chaînes du monde entier souhaitent adapter.
Ainsi, aux États-Unis, c'est la NBC qui a sauté sur cette occasion en or de contrer la Fox, sa rivale, qui diffusera son adaptation de The X Factor en septembre 2011. NBC ne perd pas de temps et a donc décidé de programmer une première saison de The Voice (c'est ainsi que la version américaine s'appellera) dès le 26 avril 2011.
La Belgique a également acheté le format et l'a adapté à la fin de 2011 en néerlandais sur VTM (Flandre) et en français sur la RTBF.
La France n'est pas en reste, puisque la société de production Shine France a acheté le format et les deux plus grandes chaînes nationales, à savoir TF1 et M6 se sont immédiatement montrées intéressées. C'est finalement TF1 qui remporte le duel, et qui met sa nouvelle Star Academy à l'antenne en 2012. L'émission s'intitule donc The Voice : La Plus Belle Voix. En 2018, Shine France, devenue EndemolShine France, abandonne la production. ITV Studios récupère le programme.
Le Québec a emboîté le pas en 2013 avec une version française intitulée La Voix.

## Controverses

### Accusations d'agressions sexuelles
Le 15 janvier 2022, le diffuseur RTL 4 annonce que la douzième saison alors en cours de The Voice of Holland est suspendue indéfiniment après le deuxième épisode. Cet arrêt fait suite à l'enquête initié par le journaliste et présentateur de l'émission BOOS (nl) Tim Hofman qui a recueilli des témoignages accusant certains membres de l'émission d'agressions sexuelles,.
Peu de temps après l'annonce de RTL, le chef du groupe The Voice of Holland, Jeroen Rietbergen (beau-frère du créateur et magnat des médias John de Mol) publie une déclaration admettant des années d'inconduite sexuelle. Selon le journal néerlandais Algemeen Dagblad, il avait promis aux candidats qu'il veillerait à ce qu'ils passent à l'étape suivante en échange d'activités sexuelles. Le producteur Talpa Media, maintenant ITV Studios, a eu connaissance de ses inconduites sexuelles il y a des années et l'avait réprimandé, mais lui avait permis de rester en tant que chef d'orchestre de l'émission,.
Plus tard dans l’après-midi, la police néerlandaise confirme qu’une victime a déposé plainte contre Ali Bouali, connu sous le nom d’Ali B. Le rappeur a été coach sur The Voice pendant neuf saisons. Ali B, cependant, nie toutes les allégations sur son compte Instagram.
Le sponsor principal T-Mobile, ainsi que d’autres sponsors, ont décidé de cesser de soutenir l’émission.
Anouk Teeuwe, l’une des coachs à commenter l'affaire, déclare qu’elle aurait voulu attendre d’avoir vu l’épisode de BOOS, mais après avoir lu la déclaration de Rietbergen, ainsi que plusieurs appels téléphoniques avec d’autres personnes touchées, elle a décidé de ne pas revenir en tant que coach dans l’émission.
Le 19 janvier 2022, juste après avoir appris qu’une deuxième victime a déposé plainte contre Ali B, la chaîne RTL 4 annonce qu’elle suspend sa collaboration avec lui pendant les enquêtes. La police néerlandaise a également annoncé qu’une autre victime s’est manifestée et a déposé plainte contre Jeroen Rietbergen.